# NGC 5410
NGC 5410 هو اصطدام مجري، يقع في كوكبة السلوقيان. اكتشف في 9 أبريل 1787، وقد اكتشفه ويليام هيرشل.

## روابط خارجية
- NGC 5410 على موقع ويكي سكاي: DSS2, SDSS, GALEX, IRAS, Hydrogen α, X-Ray, Astrophoto, Sky Map, Articles and images